# Josefin Taljegård
Josefin Taljegård (* 26. August 1995 in Mölndal) ist eine schwedische Eiskunstläuferin, die im Einzellauf antritt. Sie vertrat Schweden bei den Olympischen Winterspielen 2022.

## Persönliches
Josefin Taljegård hat zwei ältere Schwestern, Maria und Malin, die ebenfalls als Eiskunstläuferinnen an internationalen Wettbewerben teilnahmen. Sie hat einen Bachelorabschluss in Wirtschaftswissenschaften von der Universität Göteborg. Zurzeit studiert sie in Göteborg Schauspiel und Drehbuch.

## Sportliche Karriere
Josefin Taljegård begann 1998 im Alter von drei Jahren mit dem Eiskunstlauf. Ihre Schwestern Maria und Malin Taljegård sind inzwischen ihre Trainerinnen, gemeinsam mit Thomas Oberg.

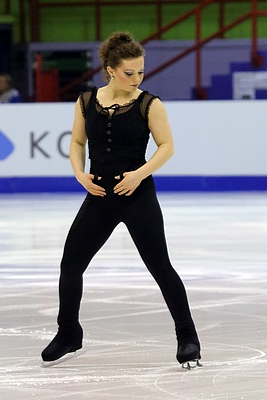
Josefin Taljegård bei den Juniorenweltmeisterschaften 2013

Taljegård gewann zwischen 2011 und 2015 drei Bronze- und zwei Silbermedaillen bei den Schwedischen Juniorenmeisterschaften. In der Saison 2015/16 litt sie unter den Folgen mehrerer Verletzungen und nahm sich eine Auszeit von eineinhalb Jahren. Ab 2017 startete sie wieder in Wettbewerben, nun unter den Erwachsenen. In der Saison 2017/18 trat sie mit einem Kurzprogramm zu Do You Only Wanna Dance der Sängerin Mýa aus dem Film Dirty Dancing 2 und einer Kür zu verschiedenen Versionen des Liedes Don’t You Worry Child der schwedischen Band Swedish House Mafia an. Die Choreografien entwickelte Kim Zandvoort, bei der Taljegård früher auch trainiert hatte Taljegård gewann damit die Bronzemedaille bei den Schwedischen Meisterschaften sowie bei den Nordischen Eiskunstlaufmeisterschaften. Seit 2018 ist Josefin Taljegård Teil des schwedischen Nationalteams.

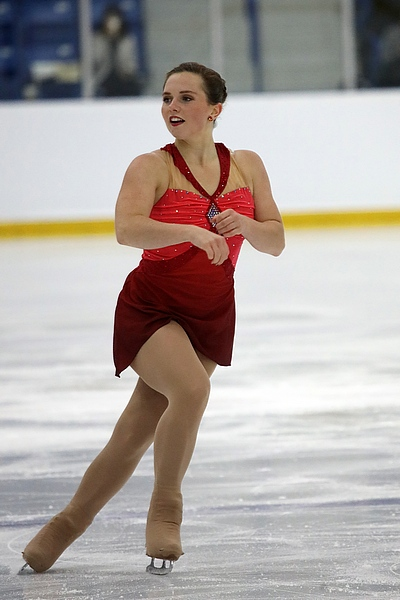
Josefin Taljegårds Kür beim Autumn Classic International 2018

Für die Saison 2018/19 behielt sie ihr Kurzprogramm bei, allerdings in einer bearbeiteten Version und ergänzt durch einen Ausschnitt aus Hips Don’t Lie von Shakira. Ihre Kür lief sie zum Concierto de Aranjuez sowie zu Musik von Ernesto Lecuona. Ab dieser Saison arbeitete sie mit dem Choreografen Nikolai Morosow zusammen, der seitdem alle ihre Programme entwickelt. Sie gewann erneut die Bronzemedaille bei den Schwedischen Meisterschaften und die Goldmedaille beim Coupe du Printemps.
In der Saison 2019/20 trat Taljegård mit einem neuen Kurzprogramm an, das auf dem Lied El Tango de Roxanne aus dem Film Moulin Rouge basierte; dafür behielt sie diesmal ihre Kür aus der vorigen Saison bei. Sie gewann die Silbermedaille bei den Schwedischen Meisterschaften. Sie nahm an drei Wettbewerben der Challenger-Serie teil, ihre höchste Platzierung war der 6. Platz beim Ice Star in Minsk.
2021 – im Alter von 25 Jahren – nahm Taljegård erstmals an den Weltmeisterschaften teil, die in diesem Jahr in Stockholm stattfanden. Sie erreichte mit dem gleichen Kurzprogramm wie in der vorigen Saison und einer neuen Kür zu Musik aus dem Film Joker eine persönliche Bestleistung von insgesamt 178,10 Punkten. Sie belegte den 15. Platz und gewann damit einen Startplatz für Schweden für die Olympischen Winterspiele 2022 in Beijing. Die Weltmeisterschaft in ihrem Heimatland bescherte Taljegård eine Einladung zur Gala, in der sie ein Programm zu einem ABBA-Medley aufführte.
2022 belegte Taljegård bei ihren ersten Europameisterschaften den 14. Platz. Sie zeigte ein neues Kurzprogramm zu Ready or Not Here I Come der Delfonics und der Fugees; ihre Kür für diese Saison blieb ihr Joker-Programm. Bei den Olympischen Winterspielen erreichte Taljegård den 26. Platz im Kurzprogramm. Sie verpasste damit knapp die Qualifikation für die Kür und belegte so auch den 26. Platz in der Gesamtwertung. Bei den Weltmeisterschaften 2022 in Montpellier konnte sich Taljegård mit einem 21. Platz im Kurzprogramm für die Kür qualifizieren und diesen Platz in der Gesamtwertung halten. Bei den Schwedischen Meisterschaften gewann sie 2022 ihre erste Goldmedaille.
2023 wurde sie Zweite bei den Schwedischen Meisterschaften. Bei den Europameisterschaften 2023 wurde sie 17.

### Stil
Josefin Taljegård wird als Eiskunstläuferin bezeichnet, die sich durch ihren Stil von den Konventionen des Eiskunstlaufs abhebt, auch durch ihre Musik- und Kostümwahl. Bei den Olympischen Spielen war sie die einzige Frau im Einzelwettbewerb, die in Hosen auftrat. Sie bevorzugt Hosen für den Eislauf, da sie bequemer seien und ihr ein Gefühl von Selbstvertrauen vermittelten. Taljegård äußert sich kritisch zu der im Eiskunstlauf verbreiteten Schönheitsnorm. Sie habe oft gehört, nicht dünn genug für den Sport zu sein, und habe sich entschieden, das Gegenteil zu beweisen, indem sie ihre Programme so gestalte, dass sie ihre Stärken ausspielen. In ihrem Programm Ready or Not Here I Come, mit dem sie erstmals 2021 antrat, gehe es ihr darum, kraftvoll und selbstsicher aufzutreten und Raum einzunehmen. Taljegård sagt, ihr Filmstudium helfe ihr beim Einstudieren ihrer Eislauf-Programme, da es ihren Blick für die Wirkung auf das Publikum geschärft habe.
Über die Pause zwischen ihrer Jugend- und Erwachsenenkarriere sagt Taljegård, sie habe ihr eine gesunde Einstellung zum Sport ermöglicht. Weil sie auch andere mögliche Lebenswege in Erwägung gezogen habe, könne sie den Eiskunstlauf seither besser genießen.
Als ihren wichtigsten Einfluss nennt Taljegård ihre Schwestern. Ihr Vorbild als Eiskunstläuferin ist Carolina Kostner, die sie persönlich kennt und sowohl für ihren Stil als auch für ihre lange andauernde Karriere bewundert; geprägt haben sie auch Tara Lipinski, Javier Fernández und Jewgeni Pljuschtschenko.

## Ergebnisse
| Meisterschaft / Saison       | 16/17 | 17/18 | 18/19 | 19/20 | 20/21 | 21/22 | 22/23 | 23/24 | 24/25 |
| ---------------------------- | ----- | ----- | ----- | ----- | ----- | ----- | ----- | ----- | ----- |
| Olympische Winterspiele      |       |       |       |       |       | 26.   |       |       |       |
| Weltmeisterschaften          |       |       |       |       | 15.   | 21.   |       |       |       |
| Europameisterschaften        |       |       |       |       |       | 14.   | 17.   | 11.   | 17.   |
| Nordische Meisterschaften    |       | 3.    | 4.    | 6.    |       |       | 4.    |       |       |
| Schwedische Meisterschaften  | 5.    | 3.    | 3.    | 2.    |       | 1.    | 2.    | 1.    | 1.    |
| Challenger-Serie / Saison    | 16/17 | 17/18 | 18/19 | 19/20 | 20/21 | 21/22 | 22/23 | 23/24 | 24/25 |
| Autumn Classic International |       |       | 13.   |       |       |       |       |       |       |
| Finlandia Trophy             |       |       |       | 10.   |       | 13.   | 8.    | 9.    |       |
| Golden Spin of Zagreb        |       |       |       |       |       | 12.   |       |       |       |
| Ice Star                     |       |       |       | 6.    |       |       |       |       |       |
| Lombardia Trophy             |       |       |       | 14.   |       |       |       |       |       |
| Nebelhorn Trophy             |       |       |       |       | 5.    | 6.    |       |       |       |
| U.S. Classic                 |       |       | 13.   |       |       |       |       |       |       |
| Warsaw Cup                   |       |       | 10.   |       |       |       |       |       |       |

Als Juniorin:
| Juniorenwettbewerb / Saison         | 09/10 | 10/11 | 11/12 | 12/13 | 13/14 | 14/15 |
| ----------------------------------- | ----- | ----- | ----- | ----- | ----- | ----- |
| Juniorenweltmeisterschaften         |       |       |       | 24.   |       |       |
| Nordische Juniorenmeisterschaften   | 7.    | 4.    | 4.    | 2.    | 9.    |       |
| Schwedische Juniorenmeisterschaften | 4.    | 3.    | 3.    | 2.    | 2.    | 3.    |
| Junior Grand Prix Belarus           |       |       |       |       | 16.   |       |
| Junior Grand Prix Kroatien          |       |       |       | 7.    |       |       |
| Junior Grand Prix Tschechien        |       | 20.   |       |       |       |       |
| Junior Grand Prix Lettland          |       |       | 9.    |       |       |       |
| Junior Grand Prix Mexiko            |       |       |       |       | 14.   |       |
| Junior Grand Prix Polen             | 12.   |       |       |       |       |       |
| Junior Grand Prix USA               |       |       |       | 10.   |       |       |